# Big Mountain 2000
Big Mountain 2000, conhecido no Japão como Snow Speeder (スノースピーダー, Sunō Supīdā), é um jogo eletrônico de esqui e snowboard desenvolvido pela Imagineer para Nintendo 64. O jogo foi publicado primeiramente pela Imagineer no Japão em 1998; em 2000, ele foi publicado pela SouthPeak Interactive na América do Norte.
Big Mountain 2000 foi revelado pela primeira vez na Tokyo Game Show, em setembro de 1997. O jogo inclui três modos de jogo, incluindo um modo multijogador, e mescla a jogabilidade de esqui e snowboarding em uma seleção de seis personagens jogáveis. Em seu lançamento, o jogo foi recebido de forma mista pela crítica especializada.

## Jogabilidade
Big Mountain 2000 apresenta três modos principais: Championship, Time Attack e Two Player Battle. No modo Championship, o jogador compete em corridas para chegar primeiro à linha de chegada. É possível ganhar pontos realizando manobras que aumentam a classificação de habilidade dos personagens. O jogador pode escolher um entre seis personagens jogáveis, cada um com atributos próprios, e personalizar seus equipamentos e roupas.
Durante o jogo, há uma diferença mínima entre as mecânicas de esqui e snowboard, e os jogadores usam o botão A para fazer curvas mais fechadas e o botão B para pular e fazer manobras. As pistas estão repletas de vários obstáculos, incluindo árvores e portões, que exigem uma navegação precisa. Os jogadores devem gerenciar seus medidores de resistência, que se esgotam com as colisões e afetam sua capacidade de acelerar. Big Mountain 2000 também apresenta um modo multijogador que suporta dois jogadores em tela dividida, embora não tenha oponentes controlados por IA. Inicialmente, há quatro pistas disponíveis, com uma quinta pista de bônus desbloqueada ao completar desafios específicos.

## Recepção
Big Mountain 2000 recebeu críticas mistas em seu lançamento. Fran Mirabella III, da IGN, observou os gráficos desatualizados do jogo, afirmando que "Big Mountain 2000 falha miseravelmente no departamento gráfico". Ele também criticou as opções limitadas de jogabilidade e a IA dos personagens, mencionando que o jogo era "outro caso triste de muito pouco e muito tarde". Provo Frank, da GameSpot, também expressou sentimentos semelhantes com relação ao apelo visual do jogo, comparando-o com "a versão para PlayStation de Cool Boarders 2". Apesar dessas críticas, ele elogiou a sensação de velocidade e adrenalina do jogo, observando sua "melhor mecânica de inclinação de qualquer jogo de snowboarding até hoje".
Suzi Sez, escrevendo para a GameZone, destacou a variedade de pilotos e equipamentos disponíveis, o que permitiu que os jogadores personalizassem sua experiência. Entretanto, ela também mencionou que, embora o jogo oferecesse diferentes modos e pistas, o desafio aumentava apenas um pouco a cada fase. A Nintendo Power apreciou a combinação de esqui e snowboarding em um único jogo, mas mencionou que ele não rivalizava com o mais popular 1080° Snowboarding. A publicação destacou que as pistas do jogo eram, pelo menos, "graficamente claras" e incluíam "bifurcações, saltos e atalhos".